# 일본의 국토교통대신
국토교통대신(일본어: 国土交通大臣 코쿠도코츠우다이진[*])은 국토교통성의 장으로, 국무대신이다.

## 역대 대신

### 체신대신

#### 체신대신
| 대수 | 이름                             | 내각                 | 내각                 | 임기                              | 소속 정당 | 비고              |
| ---- | -------------------------------- | -------------------- | -------------------- | --------------------------------- | --------- | ----------------- |
| 초대 | 에노모토 다케아키 (榎本武揚)     | 제1차 이토 내각      | 제1차 이토 내각      | 1885년 12월 22일~1888년 4월 30일  |           | 농상무대신 겸임   |
| 초대 | 에노모토 다케아키 (榎本武揚)     | 구로다 내각          | 구로다 내각          | 1888년 4월 30일~1889년 3월 22일   |           | 농상무대신 겸임   |
| 2대  | 고토 쇼지로 (後藤象二郎)         | 구로다 내각          | 구로다 내각          | 1889년 3월 22일~1889년 10월 25일  |           |                   |
| 2대  | 고토 쇼지로 (後藤象二郎)         | 산조 잠정 내각       | 산조 잠정 내각       | 1889년 10월 25일~1889년 12월 24일 |           |                   |
| 2대  | 고토 쇼지로 (後藤象二郎)         | 제1차 야마가타 내각  | 제1차 야마가타 내각  | 1889년 12월 24일~1891년 5월 6일   |           |                   |
| 2대  | 고토 쇼지로 (後藤象二郎)         | 제1차 마쓰카타 내각  | 제1차 마쓰카타 내각  | 1891년 5월 6일~1892년 8월 8일     |           |                   |
| 3대  | 구로다 기요타카 (黒田清隆)       | 제2차 이토 내각      | 제2차 이토 내각      | 1892년 8월 8일~1895년 3월 17일    |           |                   |
| 4대  | 와타나베 구니타케 (渡辺国武)     | 제2차 이토 내각      | 제2차 이토 내각      | 1895년 3월 17일~1895년 10월 9일   |           | 대장대신 겸임     |
| 5대  | 시라니 센이치 (白根専一)         | 제2차 이토 내각      | 제2차 이토 내각      | 1895년 10월 9일~1896년 9월 26일   |           |                   |
| 6대  | 노무라 야스시 (野村靖)           | 제2차 마쓰카타 내각  | 제2차 마쓰카타 내각  | 1896년 9월 26일~1898년 1월 12일   |           |                   |
| 7대  | 스에마쓰 겐조 (末松謙澄)         | 제3차 이토 내각      | 제3차 이토 내각      | 1898년 1월 12일~1898년 6월 30일   |           |                   |
| 8대  | 하야시 유조 (林有造)             | 제1차 오쿠마 내각    | 제1차 오쿠마 내각    | 1898년 6월 30일~1898년 11월 8일   |           |                   |
| 9대  | 요시카와 아키마사 (芳川顕正)     | 제2차 야마가타 내각  | 제2차 야마가타 내각  | 1898년 11월 8일~1900년 10월 19일  |           |                   |
| 10대 | 호시 도루 (星亨)                 | 제4차 이토 내각      | 제4차 이토 내각      | 1900년 10월 19일~1900년 12월 21일 |           |                   |
| 11대 | 하라 다카시 (原敬)               | 제4차 이토 내각      | 제4차 이토 내각      | 1900년 12월 22일~1901년 6월 2일   |           |                   |
| 12대 | 요시카와 아키마사 (芳川顕正)     | 제1차 가쓰라 내각    | 제1차 가쓰라 내각    | 1901년 6월 2일~1903년 7월 17일    |           |                   |
| 13대 | 소네 아라스케 (曾禰荒助)         | 제1차 가쓰라 내각    | 제1차 가쓰라 내각    | 1903년 7월 17일~1903년 9월 22일   |           | 대장대신 겸임     |
| 14대 | 오우라 가네타케 (大浦兼武)       | 제1차 가쓰라 내각    | 제1차 가쓰라 내각    | 1903년 9월 22일~1906년 1월 7일    |           |                   |
| 15대 | 야마가타 이사부로 (山縣伊三郎)   | 제1차 사이온지 내각  | 제1차 사이온지 내각  | 1906년 1월 7일~1908년 1월 14일    |           |                   |
| 16대 | 하라 다카시 (原敬)               | 제1차 사이온지 내각  | 제1차 사이온지 내각  | 1908년 1월 14일~1908년 3월 25일   |           | 내무대신 겸임     |
| 17대 | 홋타 마사야스 (堀田正養)         | 제1차 사이온지 내각  | 제1차 사이온지 내각  | 1908년 3월 25일~1908년 7월 14일   |           |                   |
| 18대 | 고토 신페이 (後藤新平)           | 제2차 가쓰라 내각    | 제2차 가쓰라 내각    | 1908년 7월 14일~1911년 8월 30일   |           |                   |
| 19대 | 하야시 다다스 (林董)             | 제2차 사이온지 내각  | 제2차 사이온지 내각  | 1911년 8월 30일~1912년 12월 21일  |           | 외무대신 겸임     |
| 20대 | 고토 신페이 (後藤新平)           | 제3차 가쓰라 내각    | 제3차 가쓰라 내각    | 1912년 12월 21일~1913년 2월 20일  |           |                   |
| 21대 | 모토다 하지메 (元田肇)           | 제1차 야마모토 내각  | 제1차 야마모토 내각  | 1913년 2월 20일~1914년 4월 16일   |           |                   |
| 22대 | 다케토미 도키토시 (武富時敏)     | 제2차 오쿠마 내각    | 제2차 오쿠마 내각    | 1914년 4월 16일~1915년 8월 10일   |           |                   |
| 23대 | 미노우라 가쓴도 (箕浦勝人)       | 제2차 오쿠마 내각    | 제2차 오쿠마 내각    | 1915년 8월 10일~1916년 10월 9일   |           |                   |
| 24대 | 덴 겐지로 (田健治郎)             | 데라우치 내각        | 데라우치 내각        | 1916년 10월 9일~1918년 9월 29일   |           |                   |
| 25대 | 노다 우타로 (野田卯太郎)         | 하라 내각            | 하라 내각            | 1918년 9월 29일~1921년 11월 13일  |           |                   |
| 25대 | 노다 우타로 (野田卯太郎)         | 다카하시 내각        | 다카하시 내각        | 1921년 11월 13일~1922년 6월 12일  |           |                   |
| 26대 | 마에다 도시사다 (前田利定)       | 가토 도모사부로 내각 | 가토 도모사부로 내각 | 1922년 6월 12일~1923년 9월 2일    |           |                   |
| 27대 | 이누카이 쓰요시 (犬養毅)         | 제2차 야마모토 내각  | 제2차 야마모토 내각  | 1923년 9월 2일~1924년 1월 7일     |           | 문부대신 겸임     |
| 28대 | 후지무라 요시로 (犬養毅)         | 기요우라 내각        | 기요우라 내각        | 1924년 1월 7일~1924년 6월 11일    |           |                   |
| 29대 | 이누카이 쓰요시 (犬養毅)         | 가토 다카아키 내각   | 가토 다카아키 내각   | 1924년 6월 11일~1925년 5월 30일   |           |                   |
| 30대 | 아다치 겐조 (安達謙蔵)           | 가토 다카아키 내각   | 가토 다카아키 내각   | 1925년 5월 30일~1926년 1월 30일   |           |                   |
| 30대 | 아다치 겐조 (安達謙蔵)           | 제1차 와카쓰키 내각  | 제1차 와카쓰키 내각  | 1926년 1월 30일~1927년 4월 20일   |           |                   |
| 31대 | 모치즈키 게이스케 (望月圭介)     | 다나카 기이치 내각   | 다나카 기이치 내각   | 1927년 4월 20일~1928년 5월 23일   |           |                   |
| 32대 | 구하라 후사노스케 (久原房之助)   | 다나카 기이치 내각   | 다나카 기이치 내각   | 1928년 5월 23일~1929년 7월 2일    |           |                   |
| 33대 | 고이즈미 마타지로 (小泉又次郎)   | 하마구치 내각        | 하마구치 내각        | 1929년 7월 2일~1931년 4월 14일    |           |                   |
| 33대 | 고이즈미 마타지로 (小泉又次郎)   | 제2차 와카쓰키 내각  | 제2차 와카쓰키 내각  | 1931년 4월 14일~1931년 12월 13일  |           |                   |
| 34대 | 미쓰치 주조 (三土忠造)           | 이누카이 내각        | 이누카이 내각        | 1931년 12월 13일~1932년 5월 26일  |           |                   |
| 35대 | 미나미 히로시 (南弘)             | 사이토 내각          | 사이토 내각          | 1932년 5월 26일~1934년 7월 8일    |           |                   |
| 36대 | 도코나미 다케지로 (床次竹二郎)   | 오카다 내각          | 오카다 내각          | 1934년 7월 8일~1935년 9월 8일     |           |                   |
| 37대 | 오카다 게이스케 (岡田啓介)       | 오카다 내각          | 오카다 내각          | 1935년 9월 9일~1935년 9월 12일    |           | 내각총리대신 겸임 |
| 38대 | 모치즈키 게이스케 (望月圭介)     | 오카다 내각          | 오카다 내각          | 1935년 9월 12일~1936년 3월 9일    |           |                   |
| 39대 | 다노모기 게이키치 (頼母木桂吉)   | 히로타 내각          | 히로타 내각          | 1936년 3월 9일~1937년 2월 2일     |           |                   |
| 40대 | 야마자키 다쓰노스케 (山崎達之輔) | 하야시 내각          | 하야시 내각          | 1937년 2월 2일~1937년 2월 10일    |           | 농림대신 겸임     |
| 41대 | 고다마 히데오 (兒玉秀雄)         | 하야시 내각          | 하야시 내각          | 1937년 2월 10일~1937년 6월 4일    |           |                   |
| 42대 | 나가이 류타로 (永井柳太郎)       | 제1차 고노에 내각    | 제1차 고노에 내각    | 1937년 6월 4일~1939년 1월 5일     |           |                   |
| 43대 | 시오노 스에히코 (塩野季彦)       | 히라누마 내각        | 히라누마 내각        | 1939년 1월 5일~1939년 4월 7일     |           | 사법대신 겸임     |
| 44대 | 다나베 하루미치 (田辺治通)       | 히라누마 내각        | 히라누마 내각        | 1939년 4월 7일~1939년 8월 30일    |           |                   |
| 45대 | 나가이 류타로 (永井柳太郎)       | 아베 노부유키 내각   | 아베 노부유키 내각   | 1939년 8월 30일~1940년 1월 16일   |           | 철도대신 겸임     |
| 46대 | 가쓰 마사노리 (勝正憲)           | 요나이 내각          | 요나이 내각          | 1940년 1월 16일~1940년 7월 22일   |           |                   |
| 47대 | 무라타 쇼조 (村田省蔵)           | 제2차 고노에 내각    | 제2차 고노에 내각    | 1940년 7월 22일~1941년 7월 18일   |           | 철도대신 겸임     |
| 47대 | 무라타 쇼조 (村田省蔵)           | 제3차 고노에 내각    | 제3차 고노에 내각    | 1941년 7월 18일~1941년 10월 18일  |           | 철도대신 겸임     |
| 48대 | 데라지마 겐 (寺島健)             | 도조 내각            | 도조 내각            | 1941년 10월 18일~1943년 10월 8일  |           | 철도대신 겸임     |
| 49대 | 핫타 요시아키 (八田嘉明)         | 도조 내각            | 도조 내각            | 1943년 10월 8일~1943년 11월 1일   |           | 철도대신 겸임     |

#### 체신원 총재
| 대수        | 이름                             | 내각                                | 내각                                | 임기                            | 소속 정당 | 비고 |
| ----------- | -------------------------------- | ----------------------------------- | ----------------------------------- | ------------------------------- | --------- | ---- |
|             | 고마쓰 시게루 (小松茂)           | 도조 내각                           | 도조 내각                           | 1943년 11월 1일~1944년 4월 11일 |           |      |
|             | 시오바라 도키사부로 (塩原時三郎) | 도조 내각                           | 도조 내각                           | 1944년 4월 11일~1945년 5월 19일 |           |      |
| 고이소 내각 | 고이소 내각                      | 1944년 7월 22일~1945년 5월 19일     |                                     |                                 |           |      |
|             | 시오바라 도키사부로 (塩原時三郎) | 스즈키 간타로 내각                  | 스즈키 간타로 내각                  | 1945년 5월 19일~1945년 8월 30일 |           |      |
|             | 마쓰마에 시게요시 (松前重義)     | 히가시쿠니노미야 내각 시데하라 내각 | 히가시쿠니노미야 내각 시데하라 내각 | 1945년 8월 30일~1946년 4월 8일  |           |      |
| 직무 대리   | 신타니 도라사부로 (新谷寅三郎)   | 시데하라 내각                       | 시데하라 내각                       | 1946년 4월 8일~1946년 6월 30일  |           |      |

#### 체신대신
| 대수 | 이름                           | 내각              | 내각              | 임기                              | 소속 정당 | 비고              |
| ---- | ------------------------------ | ----------------- | ----------------- | --------------------------------- | --------- | ----------------- |
| 50대 | 히토쓰마쓰 사다요시 (一松定吉) | 제1차 요시다 내각 | 제1차 요시다 내각 | 1946년 7월 1일~1947년 5월 24일    |           |                   |
| 51대 | 가타야마 데쓰 (片山哲)         | 가타야마 내각     | 가타야마 내각     | 1947년 5월 24일~1947년 6월 1일    |           | 내각총리대신 겸임 |
| 52대 | 미키 다케오 (三木武夫)         | 가타야마 내각     | 가타야마 내각     | 1947년 6월 1일~1948년 3월 10일    |           |                   |
| 53대 | 도미요시 에이지 (冨吉榮二)     | 아시다 내각       | 아시다 내각       | 1948년 3월 10일~1948년 10월 15일  |           |                   |
| 54대 | 요시다 시게루 (吉田茂)         | 제2차 요시다 내각 | 제2차 요시다 내각 | 1948년 10월 15일~1948년 10월 19일 |           | 내각총리대신 겸임 |
| 55대 | 후루하타 도쿠야 (降旗徳弥)     | 제2차 요시다 내각 | 제2차 요시다 내각 | 1948년 10월 19일~1949년 2월 16일  |           |                   |
| 56대 | 오자와 사에키 (小沢佐重喜)     | 제3차 요시다 내각 | 제3차 요시다 내각 | 1949년 2월 16일~1949년 6월 1일    |           |                   |

### 철도대신

#### 철도대신
| 대수 | 이름                           | 내각                 | 내각                 | 임기                             | 소속 정당 | 비고          |
| ---- | ------------------------------ | -------------------- | -------------------- | -------------------------------- | --------- | ------------- |
| 초대 | 모토다 하지메 (元田肇)         | 하라 내각            | 하라 내각            | 1920년 5월 15일~1921년 11월 13일 |           |               |
| 초대 | 모토다 하지메 (元田肇)         | 다카하시 내각        | 다카하시 내각        | 1921년 11월 13일~1922년 6월 12일 |           |               |
| 2대  | 오키 엔키치 (大木遠吉)         | 가토 도모사부로 내각 | 가토 도모사부로 내각 | 1922년 6월 12일~1923년 9월 2일   |           |               |
| 3대  | 야마노우치 가즈지 (山之内一次) | 제2차 야마모토 내각  | 제2차 야마모토 내각  | 1923년 9월 2일~1924년 1월 7일    |           |               |
| 4대  | 고마쓰 겐지로 (小松謙次郎)     | 기요우라 내각        | 기요우라 내각        | 1924년 1월 7일~1924년 6월 11일   |           |               |
| 5대  | 센고쿠 미쓰기 (仙石貢)         | 가토 다카아키 내각   | 가토 다카아키 내각   | 1924년 6월 11일~1926년 1월 30일  |           |               |
| 5대  | 센고쿠 미쓰기 (仙石貢)         | 제1차 와카쓰키 내각  | 제1차 와카쓰키 내각  | 1926년 1월 30일~1926년 6월 3일   |           |               |
| 6대  | 이노우에 다다시로 (井上匡四郎) | 제1차 와카쓰키 내각  | 제1차 와카쓰키 내각  | 1926년 6월 3일~1927년 4월 20일   |           |               |
| 7대  | 오가와 헤이키치 (小川平吉)     | 다나카 기이치 내각   | 다나카 기이치 내각   | 1927년 4월 20일~1929년 7월 2일   |           |               |
| 8대  | 에기 다스쿠 (江木翼)           | 하마구치 내각        | 하마구치 내각        | 1929년 7월 2일~1931년 4월 14일   |           |               |
| 8대  | 에기 다스쿠 (江木翼)           | 제2차 와카쓰키 내각  | 제2차 와카쓰키 내각  | 1931년 4월 14일~1931년 9월 10일  |           |               |
| 9대  | 하라 슈지로 (原脩次郎)         | 제2차 와카쓰키 내각  | 제2차 와카쓰키 내각  | 1931년 9월 10일~1931년 12월 13일 |           |               |
| 10대 | 도코나미 다케지로 (床次竹二郎) | 이누카이 내각        | 이누카이 내각        | 1931년 12월 13일~1932년 5월 26일 |           |               |
| 11대 | 미쓰치 주조 (三土忠造)         | 사이토 내각          | 사이토 내각          | 1932년 5월 26일~1934년 7월 8일   |           |               |
| 12대 | 우치다 노부야 (内田信也)       | 오카다 내각          | 오카다 내각          | 1934년 7월 8일~1936년 3월 9일    |           |               |
| 13대 | 마에다 요네조 (前田米蔵)       | 히로타 내각          | 히로타 내각          | 1936년 3월 9일~1937년 2월 2일    |           |               |
| 14대 | 고도 다쿠오 (伍堂卓雄)         | 하야시 내각          | 하야시 내각          | 1937년 2월 2일~1937년 6월 4일    |           | 상공대신 겸임 |
| 15대 | 나카지마 치쿠헤이 (中島知久平) | 제1차 고노에 내각    | 제1차 고노에 내각    | 1937년 6월 4일~1939년 1월 5일    |           |               |
| 16대 | 마에다 요네조 (前田米蔵)       | 히라누마 내각        | 히라누마 내각        | 1939년 1월 5일~1939년 8월 30일   |           |               |
| 17대 | 나가이 류타로 (永井柳太郎)     | 아베 노부유키 내각   | 아베 노부유키 내각   | 1939년 8월 30일~1939년 11월 29일 |           |               |
| 18대 | 나가타 히데지로 (永田秀次郎)   | 아베 노부유키 내각   | 아베 노부유키 내각   | 1939년 11월 29일~1940년 1월 16일 |           |               |
| 19대 | 마쓰노 쓰루헤이 (松野鶴平)     | 요나이 내각          | 요나이 내각          | 1940년 1월 16일~1940년 7월 22일  |           |               |
| 20대 | 무라타 쇼조 (村田省蔵)         | 제2차 고노에 내각    | 제2차 고노에 내각    | 1940년 7월 22일~1940년 9월 28일  |           |               |
| 21대 | 오가와 고타로 (小川郷太郎)     | 제2차 고노에 내각    | 제2차 고노에 내각    | 1940년 9월 28일~1941년 7월 18일  |           |               |
| 22대 | 무라타 쇼조 (村田省蔵)         | 제3차 고노에 내각    | 제3차 고노에 내각    | 1941년 7월 18일~1941년 10월 18일 |           |               |
| 23대 | 데라지마 겐 (寺島健)           | 도조 내각            | 도조 내각            | 1941년 10월 18일~1941년 12월 2일 |           | 체신대신 겸임 |
| 24대 | 핫타 요시아키 (八田嘉明)       | 도조 내각            | 도조 내각            | 1941년 12월 2일~1943년 11월 1일  |           | 체신대신 겸임 |

### 운수체신대신
| 대수 | 이름                         | 내각               | 내각               | 임기                            | 소속 정당 | 비고          |
| ---- | ---------------------------- | ------------------ | ------------------ | ------------------------------- | --------- | ------------- |
| 초대 | 핫타 요시아키 (八田嘉明)     | 도조 내각          | 도조 내각          | 1943년 11월 1일~1944년 2월 19일 |           |               |
| 2대  | 고토 게이타 (五島慶太)       | 도조 내각          | 도조 내각          | 1944년 2월 19일~1944년 7월 22일 |           |               |
| 3대  | 마에자 요네조 (前田米蔵)     | 고이소 내각        | 고이소 내각        | 1944년 7월 22일~1945년 4월 7일  |           |               |
| 4대  | 도요다 데이지로 (豊田貞次郎) | 스즈키 간타로 내각 | 스즈키 간타로 내각 | 1945년 4월 7일~1945년 4월 9일   |           | 군수대신 겸임 |
| 5대  | 고비야마 나오토 (小日山直登) | 스즈키 간타로 내각 | 스즈키 간타로 내각 | 1945년 4월 9일~1945년 5월 19일  |           |               |

### 운수대신
| 대수      | 이름                               | 내각                               | 내각                                         | 임기                              | 소속 정당  | 비고              |
| --------- | ---------------------------------- | ---------------------------------- | -------------------------------------------- | --------------------------------- | ---------- | ----------------- |
| 초대      | 고바야마 나오토 (小日山直登)       | 스즈키 간타로 내각                 | 스즈키 간타로 내각                           | 1945년 5월 19일~1945년 8월 17일   | 무소속     |                   |
| 2대       | 고바야마 나오토 (小日山直登)       | 히가시쿠니노미야 내각              | 히가시쿠니노미야 내각                        | 1945년 8월 17일~1945년 10월 19일  |            |                   |
| 3대       | 다나카 다케오 (田中武雄)           | 시대하라 내각                      | 시대하라 내각                                | 1945년 10월 19일~1946년 1월 13일  | 일본진보당 |                   |
| 4대       | 미쓰치 주조 (三土忠造)             | 시대하라 내각                      | 시대하라 내각                                | 1946년 1월 13일~1946년 1월 26일   |            | 내무대신 겸임     |
| 5대       | 무라카미 기이치 (村上義一)         | 시대하라 내각                      | 시대하라 내각                                | 1946년 1월 26일~1946년 5월 22일   | 무소속     |                   |
| 6대       | 히라쓰카 쓰네지로 (平塚常次郎)     | 제1차 요시다 내각                  | 제1차 요시다 내각                            | 1946년 5월 22일~1947년 1월 31일   | 자유당     |                   |
| 7대       | 마스다 가네시치 (増田甲子七)       | 제1차 요시다 내각                  | 제1차 요시다 내각                            | 1947년 1월 31일~1947년 5월 24일   | 무소속     |                   |
| 임시 대리 | 가타야마 데쓰 (片山哲)             | 가타야마 내각                      | 가타야마 내각                                | 1947년 5월 24일~1947년 6월 1일    | 일본사회당 | 내각총리대신 겸임 |
| 8대       | 도마베치 기조 (苫米地義三)         | 가타야마 내각                      | 가타야마 내각                                | 1947년 6월 1일~1947년 12월 4일    | 민주당     |                   |
| 9대       | 기타무라 도쿠타로 (北村徳太郎)     | 가타야마 내각                      | 가타야마 내각                                | 1947년 12월 4일~1948년 3월 10일   | 민주당     |                   |
| 10대      | 오카다 세이이치 (岡田勢一)         | 아시다 내각                        | 아시다 내각                                  | 1948년 3월 10일~1948년 10월 15일  | 국민협동당 |                   |
| 임시 대리 | 요시다 시게루 (吉田茂)             | 제2차 요시다 내각                  | 제2차 요시다 내각                            | 1948년 10월 15일~1948년 10월 19일 | 자유당     | 내각총리대신 겸임 |
| 11대      | 오자와 사에키 (小沢佐重喜)         | 제2차 요시다 내각                  | 제2차 요시다 내각                            | 1948년 10월 19일~1949년 2월 16일  | 자유당     |                   |
| 12대      | 오야 신조 (大屋晋三)               | 제3차 요시다 내각                  | 제3차 요시다 내각                            | 1949년 2월 16일~1950년 6월 28일   | 자유당     |                   |
| 13대      | 야마자키 다케시 (山崎猛)           |                                    | 제3차 요시다 내각 제1차 개조내각             | 1950년 6월 28일~1951년 7월 4일    | 자유당     |                   |
| 13대      | 야마자키 다케시 (山崎猛)           |                                    | 제3차 요시다 내각 제2차 개조내각             | 1951년 7월 4일~1951년 12월 26일   | 자유당     |                   |
| 14대      | 무라카미 기이치 (村上義一)         |                                    | 제3차 요시다 내각 제3차 개조내각             | 1951년 12월 26일~1952년 10월 30일 | 녹풍회     |                   |
| 15대      | 이시이 미쓰지로 (石井光次郎)       | 제4차 요시다 내각                  | 제4차 요시다 내각                            | 1952년 10월 30일~1953년 5월 21일  | 자유당     |                   |
| 16대      | 이시이 미쓰지로 (石井光次郎)       | 제5차 요시다 내각                  | 제5차 요시다 내각                            | 1953년 5월 21일~1954년 12월 10일  | 자유당     |                   |
| 17대      | 미키 다케오 (三木武夫)             | 제1차 하토야마 이치로 내각         | 제1차 하토야마 이치로 내각                   | 1954년 12월 10일~1955년 3월 19일  | 일본민주당 |                   |
| 18대      | 미키 다케오 (三木武夫)             | 제2차 하토야마 이치로 내각         | 제2차 하토야마 이치로 내각                   | 1955년 3월 19일~1955년 11월 22일  | 일본민주당 |                   |
| 19대      | 요시노 신지 (吉野信次)             | 제3차 하토야마 이치로 내각         | 제3차 하토야마 이치로 내각                   | 1955년 11월 22일~1956년 12월 23일 | 자유민주당 |                   |
| 임시 대리 | 이시바시 단잔 (石橋湛山)           | 이시바시 내각                      | 이시바시 내각                                | 1956년 12월 23일~1956년 12월 23일 | 자유민주당 | 내각총리대신 겸임 |
| 20대      | 미야자와 다네오 (宮沢胤勇)         | 이시바시 내각                      | 이시바시 내각                                | 1956년 12월 23일~1957년 2월 25일  | 자유민주당 |                   |
| 21대      | 미야자와 다네오 (宮沢胤勇)         | 제1차 기시 내각                    | 제1차 기시 내각                              | 1957년 2월 25일~1957년 7월 10일   | 자유민주당 |                   |
| 22대      | 나카무라 산노조 (中村三之丞)       |                                    | 제1차 기시 내각 개조내각                     | 1957년 7월 10일~1958년 6월 12일   | 자유민주당 |                   |
| 23대      | 나가노 마모루 (永野護)             | 제2차 기시 내각                    | 제2차 기시 내각                              | 1958년 6월 12일~1959년 4월 24일   | 자유민주당 |                   |
| 24대      | 시게무네 유조 (重宗雄三)           | 제2차 기시 내각                    | 제2차 기시 내각                              | 1959년 4월 24일~1959년 6월 18일   | 자유민주당 |                   |
| 25대      | 나라하시 와타루 (楢橋渡)           |                                    | 제2차 기시 내각 개조내각                     | 1959년 6월 18일~1960년 7월 19일   | 자유민주당 |                   |
| 26대      | 미나미 요시오 (南好雄)             | 제1차 이케다 내각                  | 제1차 이케다 내각                            | 1960년 7월 19일~1960년 12월 8일   | 자유민주당 |                   |
| 27대      | 고구레 부다유 (木暮武太夫)         | 제2차 이케다 내각                  | 제2차 이케다 내각                            | 1960년 12월 8일~1961년 7월 18일   | 자유민주당 |                   |
| 28대      | 사토 노보루 (斎藤昇)               |                                    | 제2차 이케다 내각 제1차 개조내각             | 1961년 7월 18일~1962년 7월 18일   | 자유민주당 |                   |
| 29대      | 아야베 겐타로 (綾部健太郎)         |                                    | 제2차 이케다 내각 제2차 개조내각             | 1962년 7월 18일~1963년 7월 18일   | 자유민주당 |                   |
| 29대      | 아야베 겐타로 (綾部健太郎)         |                                    | 제2차 이케다 내각 제3차 개조내각             | 1963년 7월 18일~1963년 12월 9일   | 자유민주당 |                   |
| 30대      | 아야베 겐타로 (綾部健太郎)         | 제3차 이케다 내각                  | 제3차 이케다 내각                            | 1963년 12월 9일~1964년 7월 18일   | 자유민주당 |                   |
| 31대      | 마쓰우라 슈타로 (松浦周太郎)       |                                    | 제3차 이케다 내각 개조내각                   | 1964년 7월 18일~1964년 11월 9일   | 자유민주당 |                   |
| 32대      | 마쓰우라 슈타로 (松浦周太郎)       | 제1차 사토 내각                    | 제1차 사토 내각                              | 1964년 11월 9일~1965년 6월 3일    | 자유민주당 |                   |
| 33대      | 나카무라 도라타 (中村寅太)         |                                    | 제1차 사토 내각 제1차 개조내각               | 1965년 6월 3일~1966년 8월 1일     | 자유민주당 |                   |
| 34대      | 아라후네 세주로 (br/) (荒舩清十郎) |                                    | 제1차 사토 내각 제2차 개조내각               | 1966년 8월 1일~1966년 10월 14일   | 자유민주당 |                   |
| 35대      | 후지에다 센스케 (藤枝泉介)         | 1966년 10월 14일~1966년 12월 3일   | 제1차 사토 내각 제2차 개조내각               | 자유민주당                        |            |                   |
| 36대      | 오하시 다케오 (大橋武夫)           |                                    | 제1차 사토 내각 제3차 개조내각               | 1966년 12월 3일~1967년 2월 17일   | 자유민주당 |                   |
| 37대      | 오하시 다케오 (大橋武夫)           | 제2차 사토 내각                    | 제2차 사토 내각                              | 1967년 2월 17일~1967년 11월 25일  | 자유민주당 |                   |
| 38대      | 나카소네 야스히로 (中曽根康弘)     |                                    | 제2차 사토 내각 제1차 개조내각               | 1967년 11월 25일~1968년 11월 30일 | 자유민주당 |                   |
| 39대      | 하라다 켄 (原田憲)                 |                                    | 제2차 사토 내각 제2차 개조내각               | 1968년 11월 30일~1970년 1월 14일  | 자유민주당 |                   |
| 40대      | 하시모토 도미사부로 (橋本登美三郎) | 제3차 사토 내각                    | 제3차 사토 내각                              | 1970년 1월 14일~1971년 7월 5일    | 자유민주당 |                   |
| 41대      | 니와 교시로 (丹羽喬四郎)           |                                    | 제3차 사토 내각 개조내각                     | 1971년 7월 5일~1972년 7월 7일     | 자유민주당 |                   |
| 42대      | 사사키 히데요 (佐々木秀世)         | 제1차 다나카 가쿠에이 내각         | 제1차 다나카 가쿠에이 내각                   | 1972년 7월 7일~1972년 12월 22일   | 자유민주당 |                   |
| 43대      | 신타니 도라사부로 (新谷寅三郎)     | 제2차 다나카 가쿠에이 내각         | 제2차 다나카 가쿠에이 내각                   | 1972년 12월 22일~1973년 11월 25일 | 자유민주당 |                   |
| 44대      | 도쿠나가 마사토시 (徳永正利)       |                                    | 제2차 다나카 가쿠에이 내각 제1차 개조내각    | 1973년 11월 25일~1974년 11월 11일 | 자유민주당 |                   |
| 45대      | 에토 아키라 (江藤智)               |                                    | 제2차 다나카 가쿠에이 내각 제2차 개조내각    | 1974년 11월 11일~1974년 12월 9일  | 자유민주당 |                   |
| 46대      | 기무라 무쓰오 (木村睦男)           | 미키 내각                          | 미키 내각                                    | 1974년 12월 9일~1976년 9월 15일   | 자유민주당 |                   |
| 47대      | 이시다 히로이데 (石田博英)         |                                    | 미키 개조 내각                               | 1976년 9월 15일~1976년 12월 14일  | 자유민주당 |                   |
| 48대      | 다무라 하지메 (田村元)             | 후쿠다 다케오 내각                 | 후쿠다 다케오 내각                           | 1976년 12월 14일~1977년 11월 28일 | 자유민주당 |                   |
| 49대      | 후쿠나가 겐지 (福永健司)           |                                    | 후쿠다 다케오 개조 내각                      | 1977년 11월 28일~1978년 12월 7일  | 자유민주당 |                   |
| 50대      | 모리야마 긴지 (森山欽司)           | 제1차 오히라 내각                  | 제1차 오히라 내각                            | 1978년 12월 7일~1979년 11월 9일   | 자유민주당 |                   |
| 51대      | 치자키 우사부로 (地崎宇三郎)       | 제1차 오히라 내각                  | 제1차 오히라 내각                            | 1979년 11월 9일~1980년 7월 17일   | 자유민주당 |                   |
| 52대      | 시오카와 마사주로 (塩川正十郎)     | 스즈키 젠코 내각                   | 스즈키 젠코 내각                             | 1980년 7월 17일~1981년 11월 30일  | 자유민주당 |                   |
| 53대      | 코사카 도쿠사부로 (小坂徳三郎)     |                                    | 스즈키 젠코 개조 내각                        | 1981년 11월 30일~1982년 11월 27일 | 자유민주당 |                   |
| 54대      | 하세가와 다카시 (長谷川峻)         | 제1차 나카소네 내각                | 제1차 나카소네 내각                          | 1982년 11월 27일~1983년 12월 27일 | 자유민주당 |                   |
| 55대      | 호소다 기치조 (細田吉蔵)           | 제2차 나카소네 내각                | 제2차 나카소네 내각                          | 1983년 12월 27일~1984년 11월 1일  | 자유민주당 |                   |
| 56대      | 야마시타 도쿠오 (山下徳夫)         |                                    | 제2차 나카소네 내각 제1차 개조내각           | 1984년 11월 1일~1985년 12월 28일  | 자유민주당 |                   |
| 57대      | 미쓰즈카 히로시 (三塚博)           | 제2차 나카소네 내각 제2차 개조내각 | 제2차 나카소네 내각 제2차 개조내각           | 1985년 12월 28일~1986년 7월 22일  | 자유민주당 |                   |
| 58대      | 하시모토 류타로 (橋本龍太郎)       | 제3차 나카소네 내각                | 제3차 나카소네 내각                          | 1986년 7월 22일~1987년 11월 6일   | 자유민주당 |                   |
| 59대      | 이시하라 신타로 (石原慎太郎)       | 다케시타 내각                      | 다케시타 내각                                | 1987년 11월 6일~1988년 12월 27일  | 자유민주당 |                   |
| 60대      | 사토 신지 (佐藤信二)               |                                    | 다케시타 내각 개조내각                       | 1988년 12월 27일~1989년 6월 3일   | 자유민주당 |                   |
| 61대      | 야마무라 신지로 (山村新治郎)       | 우노 내각                          | 우노 내각                                    | 1989년 6월 3일~1989년 8월 10일    | 자유민주당 |                   |
| 62대      | 에도 다카미 (江藤隆美)             | 제1차 가이후 내각                  | 제1차 가이후 내각                            | 1989년 8월 10일~1990년 2월 28일   | 자유민주당 |                   |
| 63대      | 오노 아키라 (大野明)               | 제2차 가이후 내각                  | 제2차 가이후 내각                            | 1990년 2월 28일~1990년 12월 29일  | 자유민주당 |                   |
| 64대      | 무라오카 가네조 (村岡兼造)         |                                    | 제2차 가이후 내각 개조내각                   | 1990년 12월 29일~1991년 11월 5일  | 자유민주당 |                   |
| 65대      | 오쿠다 게이와 (奥田敬和)           | 미야자와 내각                      | 미야자와 내각                                | 1991년 11월 5일~1992년 12월 12일  | 자유민주당 |                   |
| 66대      | 오치 이헤이 (越智伊平)             |                                    | 미야자와 내각 개조내각                       | 1992년 12월 12일~1993년 8월 9일   | 자유민주당 |                   |
| 67대      | 이토 시게루 (伊藤茂)               | 호소카와 내각                      | 호소카와 내각                                | 1993년 8월 9일~1994년 4월 28일    | 일본사회당 |                   |
| 임시 대리 | 하타 쓰토무 (羽田孜)               | 하타 내각                          | 하타 내각                                    | 1994년 4월 28일~1994년 4월 28일   | 신생당     | 내각총리대신 겸임 |
| 68대      | 후타미 노부아키 (二見伸明)         | 하타 내각                          | 하타 내각                                    | 1994년 4월 29일~1994년 6월 30일   | 공명당     |                   |
| 69대      | 가메이 시즈카 (亀井静香)           | 무라야마 내각                      | 무라야마 내각                                | 1994년 6월 30일~1995년 8월 8일    | 자유민주당 |                   |
| 70대      | 히라누마 다케오 (平沼赳夫)         |                                    | 무라야마 내각 개조내각                       | 1995년 8월 8일~1996년 1월 11일    | 자유민주당 |                   |
| 71대      | 가메이 요시유키 (亀井善之)         | 제1차 하시모토 내각                | 제1차 하시모토 내각                          | 1996년 1월 11일~1996년 11월 7일   | 자유민주당 |                   |
| 72대      | 고가 마코토 (古賀誠)               | 제2차 하시모토 내각                | 제2차 하시모토 내각                          | 1996년 11월 7일~1997년 9월 11일   | 자유민주당 |                   |
| 73대      | 후지이 다카오 (藤井孝男)           |                                    | 제2차 하시모토 내각 개조내각                 | 1997년 9월 11일~1998년 7월 30일   | 자유민주당 |                   |
| 74대      | 가와사키 지로 (川崎二郎)           | 오부치 내각                        | 오부치 내각                                  | 1998년 7월 30일~1999년 1월 14일   | 자유민주당 |                   |
| 74대      | 가와사키 지로 (川崎二郎)           |                                    | 오부치 내각 제1차 개조내각                   | 1999년 1월 14일~1999년 10월 5일   | 자유민주당 |                   |
| 75대      | 니카이 도시히로 (二階俊博)         |                                    | 오부치 내각 제2차 개조내각                   | 1999년 10월 5일~2000년 4월 5일    | 자유당     |                   |
| 76대      | 니카이 도시히로 (二階俊博)         | 제1차 모리 내각                    | 제1차 모리 내각                              | 2000년 4월 5일~2000년 7월 4일     | 보수당     |                   |
| 77대      | 모리타 하지메 (森田一)             | 제2차 모리 내각                    | 제2차 모리 내각                              | 2000년 7월 4일~2000년 12월 5일    | 자유민주당 |                   |
| 78대      | 오기 지카게 (扇千景)               |                                    | 제2차 모리 내각 개조내각 (중앙 성청 개편 전) | 2000년 12월 5일~2001년 1월 16일   | 보수당     |                   |

### 건설대신

#### 건설원 총재
| 대수 | 이름                           | 내각          | 내각          | 임기                           | 소속 정당 | 비고 |
| ---- | ------------------------------ | ------------- | ------------- | ------------------------------ | --------- | ---- |
| 초대 | 기무라 고자에몬 (木村小左衛門) | 가타야마 내각 | 가타야마 내각 | 1948년 1월 1일~1948년 3월 10일 |           |      |
| 2대  | 히토쓰마쓰 사다요시 (一松定吉) | 아시다 내각   | 아시다 내각   | 1948년 3월 10일~1948년 7월 9일 |           |      |

#### 건설대신
| 대수      | 이름                               | 내각                          | 내각                                         | 임기                              | 소속 정당         | 비고              |
| --------- | ---------------------------------- | ----------------------------- | -------------------------------------------- | --------------------------------- | ----------------- | ----------------- |
| 초대      | 히토쓰마쓰 사다요시 (一松定吉)     | 아시다 내각                   | 아시다 내각                                  | 1948년 7월 10일~1948년 10월 15일  |                   |                   |
| 임시 대리 | 요시다 시게루 (吉田茂)             | 제2차 요시다 내각             | 제2차 요시다 내각                            | 1948년 10월 15일~1948년 10월 19일 |                   | 내각총리대신 겸임 |
| 2대       | 마스타니 슈지 (益谷秀次)           | 제2차 요시다 내각             | 제2차 요시다 내각                            | 1948년 10월 19일~1949년 2월 16일  |                   |                   |
| 3대       | 마스타니 슈지 (益谷秀次)           | 제3차 요시다 내각             | 제3차 요시다 내각                            | 1949년 2월 16일~1950년 5월 6일    |                   |                   |
| 4대       | 마스다 가네시치 (増田甲子七)       | 제3차 요시다 내각             | 제3차 요시다 내각                            | 1950년 5월 6일~1950년 6월 28일    |                   |                   |
| 4대       | 마스다 가네시치 (増田甲子七)       |                               | 제3차 요시다 내각 제1차 개조내각             | 1950년 6월 28일~1951년 6월 7일    |                   |                   |
| 5대       | 스토 히데오 (周東英雄)             | 1951년 6월 7일~1951년 7월 4일 | 제3차 요시다 내각 제1차 개조내각             |                                   |                   |                   |
| 6대       | 노다 우이치 (野田卯一)             |                               | 제3차 요시다 내각 제2차 개조내각             | 1951년 7월 4일~1951년 12월 26일   |                   |                   |
| 6대       | 노다 우이치 (野田卯一)             |                               | 제3차 요시다 내각 제3차 개조내각             | 1951년 12월 26일~1952년 10월 30일 |                   |                   |
| 7대       | 사토 에이사쿠 (佐藤栄作)           | 제4차 요시다 내각             | 제4차 요시다 내각                            | 1952년 10월 30일~1953년 2월 10일  |                   |                   |
| 8대       | 도쓰카 구이치로 (戸塚九一郎)       | 제4차 요시다 내각             | 제4차 요시다 내각                            | 1953년 2월 10일~1953년 5월 21일   |                   |                   |
| 9대       | 도쓰카 구이치로 (戸塚九一郎)       | 제5차 요시다 내각             | 제5차 요시다 내각                            | 1953년 5월 21일~1954년 6월 16일   |                   |                   |
| 10대      | 오자와 사에키 (小沢佐重喜)         | 제5차 요시다 내각             | 제5차 요시다 내각                            | 1954년 6월 16일~1954년 12월 10일  |                   |                   |
| 11대      | 다케야마 유타로 (竹山祐太郎)       | 제1차 하토야마 이치로 내각    | 제1차 하토야마 이치로 내각                   | 1954년 12월 10일~1955년 3월 19일  |                   |                   |
| 12대      | 다케야마 유타로 (竹山祐太郎)       | 제2차 하토야마 이치로 내각    | 제2차 하토야마 이치로 내각                   | 1955년 3월 19일~1955년 11월 22일  |                   |                   |
| 13대      | 바바 모토하루 (馬場元治)           | 제3차 하토야마 이치로 내각    | 제3차 하토야마 이치로 내각                   | 1955년 11월 22일~1956년 12월 23일 |                   |                   |
| 임시 대리 | 이시바시 단잔 (石橋湛山)           | 이시바시 내각                 | 이시바시 내각                                | 1956년 12월 23일~1956년 12월 23일 |                   | 내각총리대신 겸임 |
| 14대      | 난조 도쿠오 (南条徳男)             | 이시바시 내각                 | 이시바시 내각                                | 1956년 12월 23일~1957년 2월 25일  |                   |                   |
| 15대      | 난조 도쿠오 (南条徳男)             | 제1차 기시 내각               | 제1차 기시 내각                              | 1957년 2월 25일~1957년 7월 10일   |                   |                   |
| 16대      | 네모토 류타로 (根本龍太郎)         |                               | 제1차 기시 내각 개조내각                     | 1957년 7월 10일~1958년 6월 12일   |                   |                   |
| 17대      | 엔도 사부로 (遠藤三郎)             | 제2차 기시 내각               | 제2차 기시 내각                              | 1958년 6월 12일~1959년 6월 18일   |                   |                   |
| 18대      | 무라카미 이사무 (村上勇)           |                               | 제2차 기시 내각 개조내각                     | 1959년 6월 18일~1960년 7월 19일   |                   |                   |
| 19대      | 하시모토 도미사부로 (橋本登美三郎) | 제1차 이케다 내각             | 제1차 이케다 내각                            | 1960년 7월 19일~1960년 12월 8일   |                   |                   |
| 20대      | 나카무라 우메키치 (中村梅吉)       | 제2차 이케다 내각             | 제2차 이케다 내각                            | 1960년 12월 8일~1961년 7월 18일   |                   |                   |
| 20대      | 나카무라 우메키치 (中村梅吉)       |                               | 제2차 이케다 내각 제1차 개조내각             | 1961년 7월 18일~1962년 7월 18일   |                   |                   |
| 21대      | 고노 이치로 (河野一郎)             |                               | 제2차 이케다 내각 제2차 개조내각             | 1962년 7월 18일~1963년 7월 18일   |                   |                   |
| 21대      | 고노 이치로 (河野一郎)             |                               | 제2차 이케다 내각 제3차 개조내각             | 1963년 7월 18일~1963년 12월 9일   |                   |                   |
| 22대      | 고노 이치로 (河野一郎)             | 제3차 이케다 내각             | 제3차 이케다 내각                            | 1963년 12월 9일~1964년 7월 18일   |                   |                   |
| 23대      | 고야마 오사노리 (小山長規)         |                               | 제3차 이케다 내각 개조내각                   | 1964년 7월 18일~1964년 11월 9일   |                   |                   |
| 24대      | 고야마 오사노리 (小山長規)         | 제1차 사토 내각               | 제1차 사토 내각                              | 1964년 11월 9일~1965년 6월 3일    |                   |                   |
| 25대      | 세토야마 미쓰오 (瀬戸山三男)       |                               | 제1차 사토 내각 제1차 개조내각               | 1965년 6월 3일~1966년 8월 1일     |                   |                   |
| 26대      | 하시모토 도미사부로 (橋本登美三郎) |                               | 제1차 사토 내각 제2차 개조내각               | 1966년 8월 1일~1966년 12월 3일    |                   |                   |
| 27대      | 니시무라 에이이치 (西村英一)       |                               | 제1차 사토 내각 제3차 개조내각               | 1966년 12월 3일~1967년 2월 17일   |                   |                   |
| 28대      | 니시무라 에이이치 (西村英一)       | 제2차 사토 내각               | 제2차 사토 내각                              | 1967년 2월 17일~1967년 11월 25일  |                   |                   |
| 29대      | 호리 시게루 (保利茂)               |                               | 제2차 사토 내각 제1차 개조내각               | 1967년 11월 25일~1968년 11월 30일 |                   |                   |
| 30대      | 쓰보카와 신조 (坪川信三)           |                               | 제2차 사토 내각 제2차 개조내각               | 1968년 11월 30일~1970년 1월 14일  |                   |                   |
| 31대      | 네모토 류타로 (根本龍太郎)         | 제3차 사토 내각               | 제3차 사토 내각                              | 1970년 1월 14일~1971년 7월 5일    |                   |                   |
| 32대      | 니시무라 에이이치 (西村英一)       |                               | 제3차 사토 내각 개조내각                     | 1971년 7월 5일~1972년 7월 7일     |                   |                   |
| 33대      | 기무라 다케오 (木村武雄)           | 제1차 다나카 가쿠에이 내각    | 제1차 다나카 가쿠에이 내각                   | 1972년 7월 7일~1972년 12월 22일   |                   |                   |
| 34대      | 가네마루 신 (金丸信)               | 제2차 다나카 가쿠에이 내각    | 제2차 다나카 가쿠에이 내각                   | 1972년 12월 22일~1973년 11월 25일 |                   |                   |
| 35대      | 가메오카 다카오 (亀岡高夫)         |                               | 제2차 다나카 가쿠에이 내각 제1차 개조내각    | 1973년 11월 25일~1974년 11월 11일 |                   |                   |
| 36대      | 오자와 다쓰오 (小沢辰男)           |                               | 제2차 다나카 가쿠에이 내각 제2차 개조내각    | 1974년 11월 11일~1974년 12월 9일  |                   |                   |
| 37대      | 가리야 다다오 (仮谷忠男)           | 미키 내각                     | 미키 내각                                    | 1974년 12월 9일~1976년 1월 15일   |                   |                   |
| 임시 대리 | 미키 다케오 (三木武夫)             | 미키 내각                     | 미키 내각                                    | 1976년 1월 15일~1976년 1월 19일   |                   |                   |
| 38대      | 다케시타 노보루 (竹下登)           | 미키 내각                     | 미키 내각                                    | 1976년 1월 19일~1976년 9월 15일   |                   |                   |
| 39대      | 추만 다쓰이 (中馬辰猪)             |                               | 미키 내각 개조내각                           | 1976년 9월 15일~1976년 12월 14일  |                   |                   |
| 40대      | 하세가와 시로 (長谷川四郎)         | 후쿠다 다케오 내각            | 후쿠다 다케오 내각                           | 1976년 12월 14일~1977년 11월 28일 |                   |                   |
| 41대      | 사쿠라우치 요시오 (櫻内義雄)       |                               | 후쿠다 다케오 내각 개조내각                  | 1977년 11월 28일~1978년 12월 7일  |                   |                   |
| 42대      | 도카이 모토사부로 (渡海元三郎)     | 제1차 오히라 내각             | 제1차 오히라 내각                            | 1978년 12월 7일~1979년 11월 9일   |                   |                   |
| 43대      | 와타나베 에이이치 (渡辺栄一)       | 제2차 오히라 내각             | 제2차 오히라 내각                            | 1979년 11월 9일~1980년 7월 17일   |                   |                   |
| 44대      | 사이토 시게요시 (斉藤滋与史)       | 스즈키 젠코 내각              | 스즈키 젠코 내각                             | 1980년 7월 17일~1981년 11월 30일  |                   |                   |
| 45대      | 시세키 이헤이 (始関伊平)           |                               | 스즈키 젠코 내각 개조내각                    | 1981년 11월 30일~1982년 11월 27일 |                   |                   |
| 46대      | 우쓰미 히데오 (内海英男)           | 제1차 나카소네 내각           | 제1차 나카소네 내각                          | 1982년 11월 27일~1983년 12월 27일 |                   |                   |
| 47대      | 미즈노 기요시 (水野清)             | 제2차 나카소네 내각           | 제2차 나카소네 내각                          | 1983년 12월 27일~1984년 11월 1일  |                   |                   |
| 48대      | 기베 요시아키 (木部佳昭)           |                               | 제2차 나카소네 내각 제1차 개조내각           | 1984년 11월 1일~1985년 12월 28일  |                   |                   |
| 49대      | 에도 다카미 (江藤隆美)             |                               | 제2차 나카소네 내각 제2차 개조내각           | 1985년 12월 28일~1986년 7월 22일  |                   |                   |
| 50대      | 아마노 고세키 (天野光晴)           | 제3차 나카소네 내각           | 제3차 나카소네 내각                          | 1986년 7월 22일~1987년 11월 6일   |                   |                   |
| 51대      | 오치 이헤이 (越智伊平)             | 다케시타 내각                 | 다케시타 내각                                | 1987년 11월 6일~1988년 12월 27일  |                   |                   |
| 52대      | 오코노기 히코사부로 (小此木彦三郎) |                               | 다케시타 내각 개조내각                       | 1988년 12월 27일~1989년 6월 2일   |                   |                   |
| 임시 대리 | 다케시타 노보루 (竹下登)           | 1989년 6월 2일~1989년 6월 3일 | 다케시타 내각 개조내각                       |                                   | 내각총리대신 겸임 |                   |
| 53대      | 노다 다케시 (野田毅)               | 우노 내각                     | 우노 내각                                    | 1989년 6월 3일~1989년 8월 10일    |                   |                   |
| 54대      | 하라다 쇼조 (原田昇左右)           | 제1차 가이후 내각             | 제1차 가이후 내각                            | 1989년 8월 10일~1990년 2월 28일   |                   |                   |
| 55대      | 와타누키 다미스케 (綿貫民輔)       | 제2차 가이후 내각             | 제2차 가이후 내각                            | 1990년 2월 28일~1990년 12월 29일  |                   |                   |
| 56대      | 오쓰카 유지 (大塚雄司)             |                               | 제2차 가이후 내각 개조내각                   | 1990년 12월 29일~1991년 11월 5일  |                   |                   |
| 57대      | 야마사키 다쿠 (山崎拓)             | 미야자와 내각                 | 미야자와 내각                                | 1991년 11월 5일~1992년 12월 12일  |                   |                   |
| 58대      | 나카무라 기시로 (中村喜四郎)       |                               | 미야자와 내각 개조내각                       | 1992년 12월 12일~1993년 8월 9일   |                   |                   |
| 59대      | 이가라시 고조 (五十嵐広三)         | 호소카와 내각                 | 호소카와 내각                                | 1993년 8월 9일~1994년 4월 28일    |                   |                   |
| 임시 대리 | 하타 쓰토무 (羽田孜)               | 하타 내각                     | 하타 내각                                    | 1994년 4월 28일~1994년 4월 28일   |                   | 내각총리대신 겸임 |
| 60대      | 모리모토 고지 (森本晃司)           | 하타 내각                     | 하타 내각                                    | 1994년 4월 28일~1994년 6월 30일   |                   |                   |
| 61대      | 노사카 고켄 (野坂浩賢)             | 무라야마 내각                 | 무라야마 내각                                | 1994년 6월 30일~1995년 8월 8일    |                   |                   |
| 62대      | 모리 요시로 (森喜朗)               |                               | 무라야마 내각 개조내각                       | 1995년 8월 8일~1996년 1월 11일    |                   |                   |
| 63대      | 나카오 에이이치 (中尾栄一)         | 제1차 하시모토 내각           | 제1차 하시모토 내각                          | 1996년 1월 11일~1996년 11월 7일   |                   |                   |
| 64대      | 가메이 시즈카 (亀井静香)           | 제2차 하시모토 내각           | 제2차 하시모토 내각                          | 1996년 11월 7일~1997년 9월 11일   |                   |                   |
| 65대      | 가와라 쓰토무 (瓦力)               |                               | 제2차 하시모토 내각 개조내각                 | 1997년 9월 11일~1998년 7월 30일   |                   |                   |
| 66대      | 세키야 가쓰쓰구 (関谷勝嗣)         | 오부치 내각                   | 오부치 내각                                  | 1998년 7월 30일~1999년 1월 14일   |                   |                   |
| 66대      | 세키야 가쓰쓰구 (関谷勝嗣)         |                               | 오부치 내각 제1차 개조내각                   | 1999년 1월 14일~1999년 10월 5일   |                   |                   |
| 67대      | 나카야마 마사아키 (中山正暉)       |                               | 오부치 내각 제2차 개조내각                   | 1999년 10월 5일~2000년 4월 5일    |                   |                   |
| 68대      | 나카야마 마사아키 (中山正暉)       | 제1차 모리 내각               | 제1차 모리 내각                              | 2000년 4월 5일~2000년 7월 4일     |                   |                   |
| 69대      | 오기 지카게 (扇千景)               | 제2차 모리 내각               | 제2차 모리 내각                              | 2000년 7월 4일~2000년 12월 5일    |                   |                   |
| 69대      | 오기 지카게 (扇千景)               |                               | 제2차 모리 내각 개조내각 (중앙 성청 개편 전) | 2000년 12월 5일~2001년 1월 6일    |                   |                   |

### 홋카이도개발청 장관
| 대수      | 이름                               | 내각                          | 내각                                         | 임기                              | 소속 정당 | 비고              |
| --------- | ---------------------------------- | ----------------------------- | -------------------------------------------- | --------------------------------- | --------- | ----------------- |
| 초대      | 마스다 가네시치 (増田甲子七)       | 제3차 요시다 내각             | 제3차 요시다 내각                            | 1950년 6월 1일~1950년 6월 28일    |           |                   |
| 초대      | 마스다 가네시치 (増田甲子七)       |                               | 제3차 요시다 내각 제1차 개조내각             | 1950년 6월 28일~1951년 6월 7일    |           |                   |
| 2대       | 스토 히데오 (周東英雄)             | 1951년 6월 7일~1951년 7월 4일 | 제3차 요시다 내각 제1차 개조내각             |                                   |           |                   |
| 3대       | 노다 우이치 (野田卯一)             |                               | 제3차 요시다 내각 제2차 개조내각             | 1951년 7월 4일~1951년 12월 26일   |           |                   |
| 3대       | 노다 우이치 (野田卯一)             |                               | 제3차 요시다 내각 제3차 개조내각             | 195년 12월 26일~1952년 10월 30일  |           |                   |
| 4대       | 사토 에이사쿠 (佐藤栄作)           | 제4차 요시다 내각             | 제4차 요시다 내각                            | 1952년 10월 30일~1953년 2월 10일  |           |                   |
| 5대       | 도쓰카 구이치로 (戸塚九一郎)       | 제4차 요시다 내각             | 제4차 요시다 내각                            | 1953년 2월 10일~1953년 5월 21일   |           |                   |
| 6대       | 도쓰카 구이치로 (戸塚九一郎)       | 제5차 요시다 내각             | 제5차 요시다 내각                            | 1953년 5월 21일~1954년 1월 14일   |           |                   |
| 7대       | 오노 반보쿠 (大野伴睦)             | 제5차 요시다 내각             | 제5차 요시다 내각                            | 1954년 1월 14일~1954년 7월 27일   |           |                   |
| 8대       | 오카다 다케토라 (緒方竹虎)         | 제5차 요시다 내각             | 제5차 요시다 내각                            | 1954년 7월 27일~1954년 12월 10일  |           |                   |
| 9대       | 미요시 히데유키 (三好英之)         | 제1차 하토야마 이치로 내각    | 제1차 하토야마 이치로 내각                   | 1954년 12월 10일~1955년 3월 19일  |           |                   |
| 10대      | 오쿠보 도메지로 (大久保留次郎)     | 제2차 하토야마 이치로 내각    | 제2차 하토야마 이치로 내각                   | 1955년 3월 19일~195년 11월 22일   |           |                   |
| 11대      | 쇼리키 마쓰타로 (正力松太郎)       | 제3차 하토야마 이치로 내각    | 제3차 하토야마 이치로 내각                   | 1955년 11월 22일~1956년 12월 23일 |           |                   |
| 임시 대리 | 이시바시 단잔 (石橋湛山)           | 이시바시 내각                 | 이시바시 내각                                | 1956년 12월 23일~1956년 12월 27일 |           |                   |
| 12대      | 가와무라 마쓰스케 (川村松助)       | 이시바시 내각                 | 이시바시 내각                                | 1956년 12월 27일~1957년 2월 25일  |           |                   |
| 13대      | 가와무라 마쓰스케 (川村松助)       | 제1차 기시 내각               | 제1차 기시 내각                              | 1957년 2월 25일~1957년 4월 30일   |           |                   |
| 14대      | 가지마 모리노스케 (鹿島守之助)     | 제1차 기시 내각               | 제1차 기시 내각                              | 1957년 4월 30일~1957년 7월 10일   |           |                   |
| 15대      | 이시이 미쓰지로 (石井光次郎)       |                               | 제1차 기시 내각 개조내각                     | 1957년 7월 10일~1958년 6월 12일   |           |                   |
| 16대      | 야마구치 기쿠이치로 (山口喜久一郎) | 제2차 기시 내각               | 제2차 기시 내각                              | 1958년 6월 12일~1959년 6월 18일   |           |                   |
| 17대      | 무라카미 이사무 (村上勇)           |                               | 제2차 기시 내각 개조내각                     | 1959년 6월 18일~1960년 7월 18일   |           |                   |
| 18대      | 니시카와 신고로 (西川甚五郎)       | 제1차 이케다 내각             | 제1차 이케다 내각                            | 1960년 7월 18일~1960년 12월 8일   |           |                   |
| 19대      | 오자와 사에키 (小沢佐重喜)         | 제2차 이케다 내각             | 제2차 이케다 내각                            | 1960년 12월 8일~1961년 7월 18일   |           |                   |
| 20대      | 가와시마 쇼지로 (川島正次郎)       |                               | 제2차 이케다 내각 제1차 개조내각             | 1961년 7월 18일~1962년 7월 18일   |           |                   |
| 21대      | 사토 에이사쿠 (佐藤栄作)           |                               | 제2차 이케다 내각 제2차 개조내각             | 1962년 7월 18일~1963년 7월 18일   |           |                   |
| 21대      | 사토 에이사쿠 (佐藤栄作)           |                               | 제2차 이케다 내각 제3차 개조내각             | 1963년 7월 18일~1963년 12월 9일   |           |                   |
| 22대      | 사토 에이사쿠 (佐藤栄作)           | 제3차 이케다 내각             | 제3차 이케다 내각                            | 1963년 12월 9일~1964년 6월 29일   |           |                   |
| 임시 대리 | 이케다 하야토 (池田勇人)           | 제3차 이케다 내각             | 제3차 이케다 내각                            | 1964년 6월 29일~1964년 7월 18일   |           | 내각총리대신 겸임 |
| 23대      | 마스하라 게이키치 (増原惠吉)       | 제3차 이케다 내각 개조내각    | 제3차 이케다 내각 개조내각                   | 1964년 7월 18일~1964년 11월 9일   |           |                   |
| 24대      | 마스하라 게이키치 (増原惠吉)       | 제1차 사토 내각               | 제1차 사토 내각                              | 1964년 11월 9일~1965년 6월 3일    |           |                   |
| 25대      | 후쿠다 도쿠야스 (福田篤泰)         |                               | 제1차 사토 내각 제1차 개조내각               | 1965년 6월 3일~1966년 8월 1일     |           |                   |
| 26대      | 마에오 시케사부로 (前尾繁三郎)     |                               | 제1차 사토 내각 제2차 개조내각               | 1966년 8월 1일~1966년 12월 3일    |           |                   |
| 27대      | 니카이도 스스무 (二階堂進)         |                               | 제1차 사토 내각 제3차 개조내각               | 1966년 12월 3일~1967년 2월 17일   |           |                   |
| 28대      | 니카이도 스스무 (二階堂進)         | 제2차 사토 내각               | 제2차 사토 내각                              | 1967년 2월 17일~1967년 11월 25일  |           |                   |
| 29대      | 기무라 다케오 (木村武雄)           |                               | 제2차 사토 내각 제1차 개조내각               | 1967년 11월 25일~1968년 11월 30일 |           |                   |
| 30대      | 노다 다케오 (野田武夫)             |                               | 제2차 사토 내각 제2차 개조내각               | 1968년 11월 30일~1970년 1월 14일  |           |                   |
| 31대      | 니시다 신이치 (西田信一)           | 제3차 사토 내각               | 제3차 사토 내각                              | 1970년 1월 14일~1971년 7월 5일    |           |                   |
| 32대      | 도카이 모토사부로 (渡海元三郎)     |                               | 제3차 사토 내각 개조내각                     | 1971년 7월 5일~1972년 7월 7일     |           |                   |
| 33대      | 후쿠다 하지메 (福田一)             | 제1차 다나카 가쿠에이 내각    | 제1차 다나카 가쿠에이 내각                   | 1972년 7월 7일~1972년 12월 22일   |           |                   |
| 34대      | 사에키 마스미 (江崎真澄)           | 제2차 다나카 가쿠에이 내각    | 제2차 다나카 가쿠에이 내각                   | 1972년 12월 22일~1973년 11월 25일 |           |                   |
| 35대      | 마치무라 긴고 (町村金五)           |                               | 제2차 다나카 가쿠에이 내각 제1차 개조내각    | 1973년 11월 25일~1974년 11월 11일 |           |                   |
| 36대      | 후쿠다 하지메 (福田一)             |                               | 제2차 다나카 가쿠에이 내각 제2차 개조내각    | 1974년 11월 11일~1974년 12월 9일  |           |                   |
| 37대      | 후쿠다 하지메 (福田一)             | 미키 내각                     | 미키 내각                                    | 1974년 12월 9일~1976년 9월 15일   |           |                   |
| 38대      | 아마노 기미요시 (天野公義)         |                               | 미키 내각 개조내각                           | 1976년 9월 15일~1976년 12월 24일  |           |                   |
| 39대      | 오가와 헤이지 (小川平二)           | 후쿠다 다케오 내각            | 후쿠다 다케오 내각                           | 1976년 12월 24일~1977년 11월 28일 |           |                   |
| 40대      | 가토 다케노리 (加藤武徳)           |                               | 후쿠다 다케오 내각 개조내각                  | 1977년 11월 28일~1978년 12월 7일  |           |                   |
| 41대      | 시부야 나오조 (渋谷直蔵)           | 제1차 오히라 내각             | 제1차 오히라 내각                            | 1978년 12월 7일~1979년 11월 9일   |           |                   |
| 42대      | 고토다 마사하루 (後藤田正晴)       | 제2차 오히라 내각             | 제2차 오히라 내각                            | 1979년 11월 9일~1980년 7월 17일   |           |                   |
| 43대      | 하라 겐자부로 (原健三郎)           | 스즈키 젠코 내각              | 스즈키 젠코 내각                             | 1980년 7월 17일~1981년 11월 30일  |           |                   |
| 44대      | 마쓰노 유키야스 (松野幸泰)         |                               | 스즈키 젠코 내각 개조내각                    | 1981년 11월 30일~1982년 11월 27일 |           |                   |
| 45대      | 가토 무쓰키 (加藤六月)             | 제1차 나카소네 내각           | 제1차 나카소네 내각                          | 1982년 11월 27일~1983년 12월 27일 |           |                   |
| 46대      | 이나무라 사콘시로 (稲村佐近四郎)   | 제2차 나카소네 내각           | 제2차 나카소네 내각                          | 1983년 12월 27일~1984년 11월 1일  |           |                   |
| 47대      | 가와모토 가쿠조 (河本嘉久蔵)       |                               | 제2차 나카소네 내각 제1차 개조내각           | 1984년 11월 1일~1985년 12월 28일  |           |                   |
| 48대      | 고가 라이시로 (古賀雷四郎)         |                               | 제2차 나카소네 내각 제2차 개조내각           | 1985년 12월 28일~1986년 7월 22일  |           |                   |
| 49대      | 와타누키 다미스케 (綿貫民輔)       | 제3차 나카소네 내각           | 제3차 나카소네 내각                          | 1986년 7월 22일~1987년 11월 6일   |           |                   |
| 50대      | 가스야 시게루 (粕谷茂)             | 다케시타 내각                 | 다케시타 내각                                | 1987년 11월 6일~1988년 12월 27일  |           |                   |
| 51대      | 사카모토 치카오 (坂元親男)         |                               | 다케시타 내각 개조내각                       | 1988년 12월 27일~1989년 6월 3일   |           |                   |
| 52대      | 이노우에 기치오 (井上吉夫)         | 우노 내각                     | 우노 내각                                    | 1989년 6월 3일~1989년 8월 10일    |           |                   |
| 53대      | 아베 후미오 (阿部文男)             | 제1차 가이후 내각             | 제1차 가이후 내각                            | 1989년 8월 10일~1990년 2월 28일   |           |                   |
| 54대      | 스나다 시게타미 (砂田重民)         | 제2차 가이후 내각             | 제2차 가이후 내각                            | 1990년 2월 28일~1990년 9월 13일   |           |                   |
| 55대      | 기베 요시아키 (木部佳昭)           | 제2차 가이후 내각             | 제2차 가이후 내각                            | 1990년 9월 13일~1990년 12월 29일  |           |                   |
| 56대      | 다니 요이치 (谷洋一)               |                               | 제2차 가이후 내각 개조내각                   | 1990년 12월 29일~1991년 11월 5일  |           |                   |
| 57대      | 이에 도모 (伊江朝雄)               | 미야자와 내각                 | 미야자와 내각                                | 1991년 11월 5일~1992년 12월 12일  |           |                   |
| 58대      | 기타 슈지 (北修二)                 |                               | 미야자와 내각 개조내각                       | 1992년 12월 12일~1993년 8월 9일   |           |                   |
| 59대      | 우에하라 고스케 (上原康助)         | 호소카와 내각                 | 호소카와 내각                                | 1993년 8월 9일~1994년 4월 28일    |           |                   |
| 임시 대리 | 하타 쓰토무 (羽田孜)               | 하타 내각                     | 하타 내각                                    | 1994년 4월 28일~1994년 4월 28일   |           | 내각총리대신 겸임 |
| 60대      | 사토 모리요시 (佐藤守良)           | 하타 내각                     | 하타 내각                                    | 1994년 4월 28일~1994년 6월 30일   |           |                   |
| 61대      | 오자토 사다토시 (小里貞利)         | 무라야마 내각                 | 무라야마 내각                                | 1994년 6월 30일~1995년 1월 20일   |           |                   |
| 62대      | 오자와 기요시 (小沢潔)             | 무라야마 내각                 | 무라야마 내각                                | 1995년 1월 20일~1995년 8월 8일    |           |                   |
| 63대      | 다카기 마사아키 (高木正明)         |                               | 무라야마 내각 개조내각                       | 1995년 8월 8일~1996년 1월 11일    |           |                   |
| 64대      | 오카베 사부로 (岡部三郎)           | 제1차 하시모토 내각           | 제1차 하시모토 내각                          | 1996년 1월 11일~1996년 11월 7일   |           |                   |
| 65대      | 이나가키 지쓰오 (稲垣実男)         | 제2차 하시모토 내각           | 제2차 하시모토 내각                          | 1996년 11월 7일~1997년 9월 11일   |           |                   |
| 66대      | 스즈키 무네오 (鈴木宗男)           |                               | 제2차 하시모토 내각 개조내각                 | 1997년 9월 11일~1998년 7월 30일   |           |                   |
| 67대      | 이노우에 기치오 (井上吉夫)         | 오부치 내각                   | 오부치 내각                                  | 1998년 7월 30일~1999년 1월 14일   |           |                   |
| 68대      | 가와사키 지로 (川崎二郎)           |                               | 오부치 내각 제1차 개조내각                   | 1999년 1월 14일~1999년 10월 5일   |           |                   |
| 69대      | 니카이 도시히로 (二階俊博)         |                               | 오부치 내각 제2차 개조내각                   | 1999년 10월 5일~2000년 4월 5일    |           |                   |
| 70대      | 니카이 도시히로 (二階俊博)         | 제1차 모리 내각               | 제1차 모리 내각                              | 2000년 4월 5일~2000년 7월 4일     |           |                   |
| 71대      | 모리타 하지메 (森田一)             | 제2차 모리 내각               | 제2차 모리 내각                              | 2000년 7월 4일~2000년 12월 5일    |           |                   |
| 72대      | 오기 지카게 (扇千景)               |                               | 제2차 모리 내각 개조내각 (중앙 성청 개편 전) | 2000년 12월 5일~2001년 1월 6일    |           |                   |

### 국토청 장관
| 대수      | 이름                             | 내각                | 내각                                         | 임기                              | 소속 정당 | 비고              |
| --------- | -------------------------------- | ------------------- | -------------------------------------------- | --------------------------------- | --------- | ----------------- |
| 초대      | 니시무라 에이이치 (西村英一)     |                     | 제2차 다나카 가쿠에이 내각 제1차 개조내각    | 1974년 6월 26일~1974년 11월 11일  |           |                   |
| 2대       | 니와 효스케 (丹羽兵助)           |                     | 제2차 다나카 가쿠에이 내각 제2차 개조내각    | 1974년 11월 11일~1974년 12월 9일  |           |                   |
| 3대       | 가네마루 신 (金丸信)             | 미키 내각           | 미키 내각                                    | 1974년 12월 9일~1976년 9월 15일   |           |                   |
| 4대       | 아마노 고세이 (天野光晴)         |                     | 미키 내각 개조내각                           | 1976년 9월 15일~1976년 12월 24일  |           |                   |
| 5대       | 다자와 기치로 (田沢吉郎)         | 후쿠다 다케오 내각  | 후쿠다 다케오 내각                           | 1976년 12월 24일~1977년 11월 28일 |           |                   |
| 6대       | 사쿠라우치 요시오 (櫻内義雄)     |                     | 후쿠다 다케오 내각 개조내각                  | 1977년 11월 28일~1978년 12월 7일  |           |                   |
| 7대       | 나카노 시로 (中野四郎)           | 제1차 오히라 내각   | 제1차 오히라 내각                            | 1978년 12월 7일~1979년 11월 9일   |           |                   |
| 8대       | 소노다 기요미쓰 (園田清充)       | 제2차 오히라 내각   | 제2차 오히라 내각                            | 1979년 11월 9일~1980년 7월 17일   |           |                   |
| 9대       | 하라 겐자부로 (原健三郎)         | 스즈키 젠코 내각    | 스즈키 젠코 내각                             | 1980년 7월 17일~1981년 11월 30일  |           |                   |
| 10대      | 마쓰노 유키야스 (松野幸泰)       |                     | 스즈키 젠코 내각 개조내각                    | 1981년 11월 30일~1982년 11월 27일 |           |                   |
| 11대      | 가토 무쓰키 (加藤六月)           | 제1차 나카소네 내각 | 제1차 나카소네 내각                          | 1982년 11월 27일~1983년 12월 27일 |           |                   |
| 12대      | 이나무라 사콘시로 (稲村佐近四郎) | 제2차 나카소네 내각 | 제2차 나카소네 내각                          | 1983년 12월 27일~1984년 11월 1일  |           |                   |
| 13대      | 가와모토 가쿠조 (河本嘉久蔵)     |                     | 제2차 나카소네 내각 제1차 개조내각           | 1984년 11월 1일~1985년 12월 28일  |           |                   |
| 14대      | 야마자키 헤이하치로 (山崎平八郎) |                     | 제2차 나카소네 내각 제2차 개조내각           | 1985년 12월 28일~1986년 7월 22일  |           |                   |
| 15대      | 와타누키 다미스케 (綿貫民輔)     | 제3차 나카소네 내각 | 제3차 나카소네 내각                          | 1986년 7월 22일~1987년 11월 6일   |           |                   |
| 16대      | 오쿠노 세이스케 (奥野誠亮)       | 다케시타 내각       | 다케시타 내각                                | 1987년 11월 6일~1988년 5월 13일   |           |                   |
| 17대      | 우쓰미 히데오 (内海英男)         |                     | 다케시타 내각 개조내각                       | 1988년 5월 13일~1989년 6월 3일    |           |                   |
| 18대      | 노나카 에이지 (野中英二)         | 우노 내각           | 우노 내각                                    | 1989년 6월 3일~1989년 8월 10일    |           |                   |
| 19대      | 이시이 하지메 (石井一)           | 제1차 가이후 내각   | 제1차 가이후 내각                            | 1989년 8월 10일~1990년 2월 28일   |           |                   |
| 20대      | 사토 모리요시 (佐藤守良)         | 제2차 가이후 내각   | 제2차 가이후 내각                            | 1990년 2월 28일~1990년 12월 29일  |           |                   |
| 21대      | 니시다 마모루 (西田司)           |                     | 제2차 가이후 내각 개조내각                   | 1990년 12월 29일~1991년 11월 5일  |           |                   |
| 22대      | 도야 요시유키 (東家嘉幸)         | 미야자와 내각       | 미야자와 내각                                | 1991년 11월 5일~1992년 12월 12일  |           |                   |
| 23대      | 이노우에 다카시 (井上孝)         |                     | 미야자와 내각 개조내각                       | 1992년 12월 12일~1993년 8월 9일   |           |                   |
| 24대      | 우에하라 고스케 (上原康助)       | 호소카와 내각       | 호소카와 내각                                | 1993년 8월 9일~1994년 4월 28일    |           |                   |
| 임시 대리 | 하타 쓰토무 (羽田孜)             | 하타 내각           | 하타 내각                                    | 1994년 4월 28일~1994년 4월 28일   |           | 내각총리대신 겸임 |
| 25대      | 사토 메구무 (左藤恵)             | 하타 내각           | 하타 내각                                    | 1994년 4월 28일~1994년 6월 30일   |           |                   |
| 26대      | 오자와 기요시 (小沢潔)           | 무라야마 내각       | 무라야마 내각                                | 1994년 6월 30일~1995년 8월 8일    |           |                   |
| 27대      | 이케하타 세이이치 (池端清一)     |                     | 무라야마 내각 개조내각                       | 1995년 8월 8일~1996년 1월 11일    |           |                   |
| 28대      | 스즈키 가즈미 (鈴木和美)         | 제1차 하시모토 내각 | 제1차 하시모토 내각                          | 1996년 1월 11일~1996년 11월 7일   |           |                   |
| 29대      | 이토 고스케 (伊藤公介)           | 제2차 하시모토 내각 | 제2차 하시모토 내각                          | 1996년 11월 7일~1997년 9월 11일   |           |                   |
| 30대      | 가메이 히사오키 (亀井久興)       |                     | 제2차 하시모토 내각 개조내각                 | 1997년 9월 11일~1998년 7월 30일   |           |                   |
| 31대      | 야나기사와 하쿠오 (柳澤伯夫)     | 오부치 내각         | 오부치 내각                                  | 1998년 7월 30일~1998년 10월 23일  |           |                   |
| 32대      | 이노우에 기치오 (井上吉夫)       | 오부치 내각         | 오부치 내각                                  | 1998년 10월 23일~1999년 1월 14일  |           |                   |
| 33대      | 세키야 가쓰쓰구 (関谷勝嗣)       |                     | 오부치 내각 제1차 개조내각                   | 1999년 1월 14일~1999년 10월 5일   |           |                   |
| 34대      | 나카야마 마사아키 (中山正暉)     |                     | 오부치 내각 제2차 개조내각                   | 1999년 10월 5일~2000년 4월 5일    |           |                   |
| 35대      | 나카야마 마사아키 (中山正暉)     | 제1차 모리 내각     | 제1차 모리 내각                              | 2000년 4월 5일~2000년 7월 4일     |           |                   |
| 36대      | 오기 지카게 (扇千景)             | 제2차 모리 내각     | 제2차 모리 내각                              | 2000년 7월 4일~2000년 12월 5일    |           |                   |
| 36대      | 오기 지카게 (扇千景)             |                     | 제2차 모리 내각 개조내각 (중앙 성청 개편 전) | 2000년 12월 5일~2001년 1월 6일    |           |                   |

### 국토교통대신
| 대수      | 이름                         | 내각                 | 내각                                         | 임기                             | 소속 정당  | 비고              |
| --------- | ---------------------------- | -------------------- | -------------------------------------------- | -------------------------------- | ---------- | ----------------- |
| 초대      | 오기 지카게 (扇千景)         |                      | 제2차 모리 내각 개조내각 (중앙 성청 개편 후) | 2001년 1월 6일~2001년 4월 26일   | 보수당     |                   |
| 2대       | 오기 지카게 (扇千景)         | 제1차 고이즈미 내각  | 제1차 고이즈미 내각                          | 2001년 4월 26일~2002년 9월 30일  | 보수당     |                   |
| 2대       | 오기 지카게 (扇千景)         |                      | 제1차 고이즈미 내각 제1차 개조내각           | 2002년 9월 30일~2003년 9월 22일  | 보수당     |                   |
| 3대       | 이시하라 노부테루 (石原伸晃) |                      | 제1차 고이즈미 내각 제2차 개조내각           | 2003년 9월 22일~2003년 11월 19일 | 자유민주당 |                   |
| 4대       | 이시하라 노부테루 (石原伸晃) | 제2차 고이즈미 내각  | 제2차 고이즈미 내각                          | 2003년 11월 19일~2004년 9월 27일 | 자유민주당 |                   |
| 5대       | 기타가와 가즈오 (北側一雄)   |                      | 제2차 고이즈미 내각 개조내각                 | 2004년 9월 27일~2005년 9월 21일  | 공명당     |                   |
| 6대       | 기타가와 가즈오 (北側一雄)   | 제3차 고이즈미 내각  | 제3차 고이즈미 내각                          | 2005년 9월 21일~2005년 10월 31일 | 공명당     |                   |
| 6대       | 기타가와 가즈오 (北側一雄)   |                      | 제3차 고이즈미 내각 개조내각                 | 2005년 10월 31일~2006년 9월 26일 | 공명당     |                   |
| 7대       | 후유시바 데쓰조 (冬柴鐵三)   | 제1차 아베 신조 내각 | 제1차 아베 신조 내각                         | 2006년 9월 26일~2007년 8월 27일  | 공명당     |                   |
| 7대       | 후유시바 데쓰조 (冬柴鐵三)   |                      | 제1차 아베 신조 내각 개조내각                | 2007년 8월 27일~2007년 9월 26일  | 공명당     |                   |
| 8대       | 후유시바 데쓰조 (冬柴鐵三)   | 후쿠다 야스오 내각   | 후쿠다 야스오 내각                           | 2007년 9월 26일~2008년 8월 2일   | 공명당     |                   |
| 9대       | 다니가키 사다카즈 (谷垣禎一) |                      | 후쿠다 야스오 내각 개조내각                  | 2008년 8월 2일~2008년 9월 24일   | 자유민주당 |                   |
| 10대      | 나카야마 나리아키 (中山成彬) | 아소 내각            | 아소 내각                                    | 2008년 9월 24일~2008년 9월 28일  | 자유민주당 |                   |
| 임시 대리 | 가와무라 다케오 (河村建夫)   | 아소 내각            | 아소 내각                                    | 2008년 9월 28일~2008년 9월 29일  | 자유민주당 | 내각관방장관 겸임 |
| 11대      | 가네코 가즈요시 (金子一義)   | 아소 내각            | 아소 내각                                    | 2008년 9월 29일~2009년 9월 16일  | 자유민주당 |                   |
| 12대      | 마에하라 세이지 (前原誠司)   | 하토야마 유키오 내각 | 하토야마 유키오 내각                         | 2009년 9월 16일~2010년 6월 8일   | 민주당     |                   |
| 13대      | 마에하라 세이지 (前原誠司)   | 간 내각              | 간 내각                                      | 2010년 6월 8일~2010년 9월 17일   | 민주당     |                   |
| 14대      | 마부치 스미오 (馬淵澄夫)     |                      | 간 내각 제1차 개조내각                       | 2010년 9월 17일~2011년 1월 14일  | 민주당     |                   |
| 15대      | 오하타 아키히로 (大畠章宏)   |                      | 간 내각 제2차 개조내각                       | 2011년 1월 14일~2011년 9월 2일   | 민주당     |                   |
| 16대      | 마에다 다케시 (前田武志)     | 노다 내각            | 노다 내각                                    | 2011년 9월 2일~2012년 1월 13일   | 민주당     |                   |
| 16대      | 마에다 다케시 (前田武志)     |                      | 노다 내각 제1차 개조내각                     | 2012년 1월 13일~2012년 6월 4일   | 민주당     |                   |
| 17대      | 하타 유이치로 (羽田雄一郎)   |                      | 노다 내각 제2차 개조내각                     | 2012년 6월 4일~2012년 10월 1일   | 민주당     |                   |
| 17대      | 하타 유이치로 (羽田雄一郎)   |                      | 노다 내각 제3차 개조내각                     | 2012년 10월 1일~2012년 12월 26일 | 민주당     |                   |
| 18대      | 오타 아키히로 (太田昭宏)     | 제2차 아베 신조 내각 | 제2차 아베 신조 내각                         | 2012년 12월 26일~2014년 9월 3일  | 공명당     |                   |
| 18대      | 오타 아키히로 (太田昭宏)     |                      | 제2차 아베 신조 내각 개조내각                | 2014년 9월 3일~2014년 12월 24일  | 공명당     |                   |
| 19대      | 오타 아키히로 (太田昭宏)     | 제3차 아베 신조 내각 | 제3차 아베 신조 내각                         | 2014년 12월 24일~2015년 10월 7일 | 공명당     |                   |
| 20대      | 이시이 게이이치 (石井啓一)   |                      | 제3차 아베 신조 내각 제1차 개조내각          | 2015년 10월 7일~2016년 8월 3일   | 공명당     |                   |
| 20대      | 이시이 게이이치 (石井啓一)   |                      | 제3차 아베 신조 내각 제2차 개조내각          | 2016년 8월 3일~2017년 8월 3일    | 공명당     |                   |
| 20대      | 이시이 게이이치 (石井啓一)   |                      | 제3차 아베 신조 내각 제3차 개조내각          | 2017년 8월 3일~2017년 11월 1일   | 공명당     |                   |
| 21대      | 이시이 게이이치 (石井啓一)   | 제4차 아베 신조 내각 | 제4차 아베 신조 내각                         | 2017년 11월 1일~2018년 10월 2일  | 공명당     |                   |
| 21대      | 이시이 게이이치 (石井啓一)   |                      | 제4차 아베 신조 내각 제1차 개조내각          | 2018년 10월 2일~2019년 9월 11일  | 공명당     |                   |
| 22대      | 아카바 가즈요시 (赤羽一嘉)   |                      | 제4차 아베 신조 내각 제2차 개조내각          | 2019년 9월 11일~2020년 9월 16일  | 공명당     |                   |
| 23대      |                              | 스가 내각            | 스가 내각                                    | 2020년 9월 16일~2021년 10월 4일  | 공명당     |                   |
| 24대      | 사이토 데쓰오 (斉藤鉄夫)     | 제1차 기시다 내각    | 제1차 기시다 내각                            | 2021년 10월 4일~2021년 11월 10일 | 자유민주당 |                   |
| 25대      | 사이토 데쓰오 (斉藤鉄夫)     | 제2차 기시다 내각    | 제2차 기시다 내각                            | 2021년 11월 10일~                | 자유민주당 |                   |

## 같이 보기
- 일본 국토교통성
- 일본의 국토교통부대신